# National Endowment for Democracy
Pour les articles homonymes, voir NED.
 (avril 2024).
La National Endowment for Democracy (en français, « Fondation nationale pour la démocratie, »), en abrégé NED, est une fondation privée à but non lucratif des États-Unis, fondée en 1983 sous la présidence de Ronald Reagan, dont l'objectif déclaré par les autorités américaines est le renforcement et le progrès des institutions démocratiques à travers le monde.
La quasi-totalité de son budget de fonctionnement provient du budget fédéral des États-Unis par le biais d’organisations gouvernementales.
Depuis sa création conjointement par les républicains et les démocrates, la NED est restée bipartite. Elle est dirigée par un conseil équilibré entre les deux partis et est soutenue par l'ensemble des formations politiques du Congrès.
Sous la houlette du Congrès, les artisans de sa fondation ont été Allen Weinstein et Carl Gershman (en), ce dernier ayant été président pendant plus de trente-sept ans, de 1984 à 2021. Au cours de sa présidence, le budget annuel de l’organisation est passé de 18,5 millions à 300 millions de dollars : ainsi, en 2021, l’organisation a pu financer près de deux mille projets dans cent pays différents,,,.

## Objectif
L'ancien directeur de la CIA, William Colby, déclare en 1982 dans le Washington Post, à propos de l’objectif de la NED : « Il n'est pas nécessaire de faire appel à des méthodes clandestines. Nombre des projets qui [...] étaient menés en sous-main, peuvent désormais l'être au grand jour, et par voie de conséquence, sans polémique ».
En 1991, un des fondateurs de la NED, Allen Weinstein, explique au Washington Post que « bien des choses que nous [la NED] faisons maintenant, étaient faites clandestinement il y a vingt-cinq ans par la CIA ».
Selon Ralph Morris Goldman, certains au Congrès soupçonnent tout effort de collaboration entre les grands partis comme une forme douteuse de connivence pour se partager les fonds publics et le parrainage. D'autres voient dans le programme de démocratie de la NED, soit le prolongement des opérations politiques secrètes de la Central Intelligence Agency (CIA), soit l'instrument des préjugés idéologiques du président Ronald Reagan. Du fait que dans les années passées, la CIA a été impliquée, quelque peu maladroitement, dans la diffusion d'assistance politique, un nouveau programme officiel d'assistance sera sans aucun doute perçu au début comme la continuation des activités de la CIA. Ainsi William Blum écrit que cet organisme a été créé spécialement pour servir de substitut à la CIA.

## Sources de financement
Le financement de la NED est voté par le Congrès et figure dans le chapitre du budget du ministère des Affaires étrangères consacré à l'Agence des États-Unis pour le développement international (USAID).
De 1984 à 1990, la NED bénéficie d'un financement annuel de 15 à 18 millions de dollars, porté à 25-30 millions de 1991 à 1993, ce financement se faisant par l'intermédiaire de l'Agence d'information des États-Unis. En 1993, la NED faillit perdre la manne du Congrès, la chambre basse ayant voté son annulation, mais une vigoureuse campagne menée par les soutiens de la NED permettent à celle-ci de retrouver son financement, porté désormais à 30-35 millions de dollars. En 2004, sur un budget de 80,1 millions de dollars, 79,5 viennent d'agences gouvernementales et 600 000 d'autres contributeurs. En 2009, la NED a un budget de 135 millions de dollars, dont la quasi-totalité proviennent d'agences gouvernementales américaines.
La NED reçoit également des moyens de la part de société multinationales américaines, telles que Chevron, Coca-Cola, Goldman Sachs, Google, Microsoft, etc. ainsi que d'institutions publiques comme la Chambre de commerce des États-Unis. Selon le journal New Eastern Outlook, de l'Institut d'études orientales de l'académie des sciences de Russie, on compte en 2013 parmi les donateurs privés de la NED l'ancienne secrétaire d'État Condoleezza Rice, le dirigeant du Carlyle Group Frank Carlucci, et Paula Dobriansky.
La NED reçoit en outre des dons de trois associations, elles-mêmes indirectement financées par des contrats fédéraux : la Smith Richardson Foundation (en), la John M. Olin Foundation (en) et la Bradley Foundation (en).

## Activités
Les subventions reçues par le NED sont réparties directement auprès des projets du NED, ou auprès de quatre autres fondations, nées pour la plupart en même temps qu'elle :
- Le Centre américain pour la Solidarité internationale du travail (le Free-Trade Union Institute - ACILS - fondé par l'American Federation of Labour - Congress of Industrial Organisations avant 1983),
- Le Centre international pour l'entreprise privée (Centre for International Private Enterprise - CIPE[18] - fondé par la Chambre de commerce des États-Unis en 1983),
- L'Institut républicain international (International Republican Institute, IRI - fondé par le parti républicain en 1983),
- L'Institut démocrate national (National Democratic Institute for International Affairs, NDI - fondé par le parti démocrate en 1983)[19].

Des fonds de la NED vont à plusieurs centaines d'ONG réparties dans le monde. La NED a financé ou finance des groupes politiques luttant officiellement pour la démocratie en Europe occidentale dans les années 1980 ainsi que dans les années 2000 dans les pays de l'ex-Union soviétique comme en Ukraine, ou encore dans les pays d'Asie centrale comme le Kirghizistan ou l'Ouzbékistan.

### Biélorussie
La NED dépense des millions de dollars pour faire barrage au régime d'Alexandre Loukachenko,, notamment lors de la révolution en jean en 2005. Robert Fielding, un représentant de l'AFL-CIO, travaillant pour le compte de la NED est « accusé de fomenter un coup d'État avec l'opposition en cas de réélection de M. Loukachenko »,, il est renvoyé aux États-Unis.

### Chine
En Chine, la NED finance Fondation pour la recherche sur le laogaï, et plusieurs mouvements de défense des droits des Ouïghours, comme le Uyghur Human Rights and Refugee advocacy et le Congrès mondial des Ouïghours à hauteur de quelques centaines de milliers de dollars par an (295 000 dollars en 2015) « pour[, selon ses termes,] améliorer la connaissance et la visibilité des problématiques des droits de l'Homme des Ouïghours » dans le Xinjiang.
À Hong Kong, la NED soutient le National Democratic Institute for International Affairs (NDI), le Centre for Comparative and Public Law, dont Benny Tai et Martin Lee sont les principaux dirigeants du mouvement Occupy Central, et le Civil Human Rights Front, qui organise les marches de protestation contre les autorités en 2019. Et aussi des mouvements tibétains tels que le Centre pour la justice au Tibet, Students for a Free Tibet et International Campaign for Tibet (ICT).

### Cuba
La NED a financé à hauteur de 60 000 dollars Joven cubano, un magazine dissident destiné à la jeunesse de Cuba publié par un réfugié cubain installé à Miami. Elle contribue aussi au financement de la Fondation nationale cubano-américaine.

### France
Le centre de réflexion Cato Institute critique l'argent dépensé en France par la NED dans les années 1980 en disant que « la démocratie française dans les années 1980 ne semble pas être si fragile qu'elle ait besoin de l'aide financière des contribuables américains pour subvenir à ses propres besoins. Le gouvernement de François Mitterrand a été dûment élu dans un système démocratique presque aussi vieux que l'Amérique ». L'American Federation of Labour - Congress of Industrials Organisations (AFL-CIO) décide que le gouvernement socialiste français autorise une montée dangereuse de l'influence communiste, selon Irving Brown, à l'époque directeur des relations internationales de l'AFL-CIO à Paris et agent de la CIA : « la France est menacée par l'appareil communiste... Il s'agit d'un danger évident et présent si l'on considère le présent comme étant dans 10 ans ». Cette mentalité permet à l'AFL-CIO d'apporter son soutien à des groupes français d'extrême droite et xénophobes qui auraient eu des liens avec des terroristes. Reporters sans frontières bénéficie d'un financement de la NED.

### Irak
Entre 1991 à 2003, la NED subventionne à hauteur de 260 000 dollars des médias et des projets de publication liés à l'Irak et attribue 430 000 dollars à des projets qui portent sur des médias et des publications. Michael Baker déclare que la présence de « média de guerre » date de la première guerre du Golfe et, qu'à la veille de l'invasion américaine en 2003, 27 radios d'opposition émettent en Irak.

### Nicaragua
La NED finance à partir de 1987 des organisations opposées au gouvernement sandiniste, dont la Commission permanente des droits de l'homme (nicaraguayenne). En 1990, la candidate conservatrice Violeta Chamorro est élue présidente du Nicaragua avec le soutien financier de la NED.

### Pologne
Dans les années 1980, la NED finance à hauteur d'au moins un million de dollars les héritiers du syndicat Solidarność .

### Russie
Selon l'État russe, la NED aurait fourni un soutien financier de 5,2 millions de dollars à des associations russes commerciales ou à but non lucratif.
Les ONG Memorial, Golos,,, Glasnost Defence Foundation et le blogueur Alexeï Navalny, sont soutenus par les fonds de la NED.
Pour l'État russe, l'activité de la NED est « indésirable » en Russie, car « elle influence l'opinion publique, cherchant à provoquer le changement de la politique de l'État ». En 2015, la NED est expulsée de Russie, devenant la première association à être frappée par une loi permettant de bannir du pays les organisations non-gouvernementales jugées « indésirables ».

### Serbie
En 1991, l'organisation Centre d'action contre la guerre est largement soutenue par la NED,. En Serbie, le groupement Otpor, entraîné par l'Albert Einstein Institution et toutes deux financées par la NED,,, a servi au renversement du gouvernement de Slobodan Milošević. En 2013, le portail internet serbe E-novine (en) pro-occidental et pro-OTAN a reçu un don de 35 000$ de la NED

### Ukraine
En Ukraine, la NED aide de nombreuses structures liées à la révolution orange telles que la branche ukrainienne de l'Open Society Foundations (OSF) et la Albert Einstein Institution financée par la NED. Le National Democratic Institute for International Affairs (NDI), la International Renaissance Foundation (IRF) et la branche ukrainienne de l'Open Society Foundation reconnaissent avoir joué un rôle dans le changement de gouvernement consécutifs aux manifestations de l'Euromaïdan.

### Venezuela
D'après l'ancien agent de la CIA Philip Agee, « c'est une opération silencieuse contre la révolution bolivarienne. Elle a commencé avec le président Clinton et s'est intensifiée avec Bush fils. Cela ressemble aux actions menées contre les sandinistes, mais sans terrorisme ni embargo économique pour le moment : « promouvoir la démocratie, résoudre les conflits, surveiller les élections et renforcer la vie civique ». » Entre 2001 et 2006, plus de 20 millions de dollars ont été remis par la NED et l'Usaid à des groupes d'opposition et à des médias privés vénézuéliens. Le 25 avril 2002, quelques jours après le coup d'État avorté contre le président Hugo Chávez, le New York Times révèle que le budget de la NED destiné au Venezuela a quadruplé quelques mois avant cette tentative de renversement, sur décision du Congrès américain. Pour la période 2013-2014, la NED procure 14 millions de dollars à l'opposition vénézuélienne afin de financer ses campagnes électorales et les manifestations contre le gouvernement.

## Organismes financés

### Afrique
- En Afrique, l'IHRDA[57].
- En Tunisie, l'ONG AlBawsla[58].

### Amériques
- Au Venezuela, des documents rendus publics montrent que la NED a attribué plus d'un million de dollars à des projets liés au référendum anti-Chávez et à des groupes d'opposition[59],[60]. En 2002, un rapport du ministère des affaires étrangères américain déclare que la NED et le Pentagone ont apporté leur aide à des particuliers et des organismes ayant joué un rôle actif dans l'éviction avortée du gouvernement de Chavez en avril 2002[61],[62].
- Au Honduras, l'association Hagamos Democracia. Celle-ci annonce 47 % de participation aux élections présidentielles de 2009 contre les 25 % donnés par les partisans du président déposé lors du coup d'État, Manuel Zelaya[63].

### Asie
- En Inde, le Tibetan Centre for Human Rights and Democracy et l'Association des femmes tibétaines en exil[64].

### Europe
- L'organisation Solidarność en Pologne[65]
- En Europe orientale (dont la Pologne), dans les années 1990, la NED investit au moins 9 millions de dollars[66], afin de soutenir le développement de l'économie libérale.
- Le syndicat étudiant de droite conservatrice Uni en France[65]
- Le site d'investigation Forbidden Stories[67]

### Autres
- Reporters sans frontières touche des financements de la NED à hauteur de 35 000 euros[68].

- Médecins sans frontières touche des fonds de la NED[69],[70] durant la guerre d'Afghanistan pour dénoncer les bombardements massifs de l'armée rouge mais pas les exactions commises par les moudjahidines[71][citation nécessaire].

## Critiques
En 1985, l'organisation est critiquée pour un manque de transparence dans son utilisation des financements qui lui ont été versés avec de l'argent public.
En 2004, un article de Slate dit de la NED : « Selon la personne que vous interrogez, la NED est soit un champion désintéressé de la liberté, soit un instrument, idéologiquement motivé, d'interférence dans les affaires mondiales ».
Le gouvernement Maduro, au Venezuela, accuse la NED d'être une façade dissimulant des opérations secrètes du gouvernement des États-Unis au Venezuela.